# Fort Vincennes
Pour le fort français, voir Fort de Vincennes.
Pour les articles homonymes, voir Vincennes (homonymie).
Fort Vincennes fut un fort français construit au XVIIIe siècle en Nouvelle-France.
En 1702, le lieutenant-général de Montréal, Sieur Juchereau, fonde un poste de traite pour le commerce de la peau de bison avec les Amérindiens. Le poste fut érigé 50 miles au sud de l'actuelle ville de Vincennes.
En quelques années, le comptoir devient un important lieu d'échange pour la fourrure. Mais à la suite de la mort de son principal exploitant, le sieur Juchereau, le poste est abandonné au profit du fort Mobile première capitale de la Louisiane française.
Ce premier poste de traite était situé sur la Piste des bisons, lieu de migrations saisonnières des troupeaux de bisons entre la Réserve naturelle des chutes de l'Ohio sur la rivière Ohio et la rivière Wabash et le fort Vincennes.
En 1731, le commandant François-Marie Bissot de Vincennes, établit un avant-poste conçu pour garantir le territoire de la vallée de Wabash pour la France, et pour renforcer les liens avec les Miamis, Weas et Piankashaws. Le fort devient le village de Vincennes.
Malgré l'opposition du gouverneur de la Louisiane française, François-Marie Bissot de Vincennes proposa aux Amérindiens de la tribu Piankashaw, membres de la nation des Miamis, de s'installer près du fort Vincennes. Les Piankashaw avaient fondé le village de Kaskaskia.
Lors d'un déplacement d'une partie de la garnison du fort Vincennes vers le fort de Chartres, la troupe fut attaquée par les Amérindiens Chickasaw. Ces derniers firent une vingtaine de prisonniers, parmi lesquels François-Marie Bissot de Vincennes qu'ils emmenèrent et exécutèrent dans leur communauté. Louis Groston de Bellerive de Saint Ange prit le commandement du fort Vincennes.
Le 18 mai 1764, Louis Groston de Bellerive de Saint Ange remet le fort Vincennes aux autorités britanniques après le traité de Paris de 1763 et quitte les lieux pour prendre le commandement de fort de Chartres.
Fort Vincennes reste sous le commandement d'un franco-louisianais, Drouet de Richerville, jusqu'à l'arrivée du lieutenant John Ramsey en 1766. Il rebaptisera le fort sous le nom de fort Sackville en l'honneur de George Sackville qui battit les troupes françaises lors de la bataille de Minden.
À la suite de la guerre de la Conquête, le gouvernement britannique et ses colonies ne pouvaient pas se permettre le coût du maintien des postes frontaliers. Ils n'ont pas stationné des troupes dans la vallée de Wabash pendant dix ans après le conflit. Ainsi le fort Vincennes est tombé en désuétude, et on a ordonné aux habitants de Vincennes d'évacuer les lieux en raison de l'anarchie en cours. Les résidents ont été en mesure de prouver aux autorités britanniques qu'ils étaient résidents permanents, et non des squatteurs illégaux.
Cette négligence britannique a pris fin le 2 juin 1774, lorsque le Parlement de Grande-Bretagne adopta l'Acte de Québec, qui agrandit les frontières de la Province de Québec pour inclure la vallée de l'Ohio, le Pays des Illinois, celui des Appalaches à l'est, vers le sud à la rivière Ohio, et à l'ouest du fleuve Mississippi et au nord jusqu'à la limite sud de la terre de Rupert (la propriété de la Compagnie de la Baie d'Hudson). Le lieutenant-gouverneur Edward Abbott a été envoyé à Vincennes sans troupes. Tirant le meilleur de la situation, il reconstruit le fort Sackville. Abbott a bientôt démissionné en invoquant le manque de soutien de la Couronne.
En juillet 1778, le père Pierre Gibault est arrivé avec des nouvelles de l'alliance entre la France et les États-Unis. Les résidents canadiens ont pris le contrôle du fort Sackville inoccupé, et George Rogers Clark a envoyé Leonard Helm pour commander le poste. En décembre, une force britannique composée du 8e Régiment du roi et les volontaires de Détroit sous la commande du lieutenant-gouverneur Henry Hamilton ont repris le fort Sackville et capturé le capitaine Helm.